# 肯氏奇樹椿象
肯氏奇樹椿象（拉丁語：Sophianus kerzhneri）为盲蝽科奇树蝽象属下的一个种。